# أديمار
أديمار (بالبرتغالية: Adhemar Ferreira de Camargo Neto‏) (27 أبريل 1972 في تاتوي في البرازيل – )؛ هو لاعب كرة قدم كان يلعب كمهاجم.

## وصلات خارجية
- أديمار على موقع دوري كوريا الجنوبية (الإنجليزية)
- أديمار على موقع قاعدة بيانات كرة القدم.إي يو (الإنجليزية)
- أديمار على موقع بيانات كرة القدم. دي إي (الألمانية)
- أديمار على موقع Soccerway.com (الإنجليزية)
- أديمار على موقع عالم كرة القدم.نت (الإنجليزية)